# Allele
Allele ist eine fünfköpfige Alternative-Metal-Band aus Jacksonville, Florida.

## Geschichte
Die Band wurde im Jahre 2002 von Wally Wood und Ex-Otep-Gitarrist Lane Maverick gegründet. Der Name ist eine Anspielung auf Allelen, einen Begriff aus der Biologie der unterschiedliche Varianten eines Gens bezeichnet.

### Plattenvertrag und AlbumPoint of Origin(2005)
Die Band kam beim Label Corporate Punishment Records unter Vertrag und begann schließlich mit der Arbeit an ihrem Debüt Point of Origin welches am 25. Oktober 2005 veröffentlicht wurde.

### Ausstieg Mavericks und AlbumNext to Parallel(2011)
2011 wechselte die Band zum Chicagoer Label Goomba Music und veröffentlichte später im selben Jahr ihr zweites Album Next to Parallel. Gitarrist Lane Maverick hatte zuvor die Band verlassen und wurde durch Cold-Mitglied Kelly Hayes ersetzt, der zuvor bereits gelegentlich mit Allele aufgetreten war.
Im August 2012 unterzeichneten Allele einen Plattenvertrag beim MTV-Label Hype Music, nachdem sie zuvor begonnen hatten, an neuem Material zu arbeiten. Lane Maverick war zu diesem Zeitpunkt erneut Mitglied der Band, wiederum anstelle von Kelly Hayes.

## Diskografie
- 2005: Point of Origin (Album)
- 2005: Closer to Habit (Single)
- 2006: Stitches (Single)
- 2011: Next to Parallel (Album)
- 2013: Allele (EP)